# Lijst van voetbalinterlands Antigua en Barbuda - Kaaimaneilanden
Deze lijst van voetbalinterlands is een overzicht van alle officiële voetbalwedstrijden tussen de nationale teams van Antigua en Barbuda en de Kaaimaneilanden. De landen speelden tot op heden drie keer tegen elkaar. De eerste ontmoeting was een wedstrijd voor de Caribbean Cup 1995 op 21 juli 1995 in George Town. Het laatste duel, een kwalificatiewedstrijd voor het Wereldkampioenschap voetbal 2026, vond plaats in George Town op 8 juni 2024.

## Wedstrijden
| № | Plaats      | Datum            | Competitie                      | Wedstrijd                     | Uitslag |
| - | ----------- | ---------------- | ------------------------------- | ----------------------------- | ------- |
| 1 | George Town | 21 juli 1995     | Caribbean Cup 1995              | Kaaimaneil. − Antig. en Barb. | 2 − 0   |
| 2 | George Town | 30 augustus 2008 | Caribbean Cup 2008 kwalificatie | Kaaimaneil. − Antig. en Barb. | 1 − 1   |
| 3 | George Town | 8 juni 2024      | WK 2026 kwalificatie            | Kaaimaneil. − Antig. en Barb. | 1 − 0   |

## Samenvatting
| Competitie                 | Totaal gespeeld | Winst Antig. en Barb. | Gelijk | Winst Kaaimaneil. | Doelsaldo Antig. en Barb. – Kaaimaneil. |
| -------------------------- | --------------- | --------------------- | ------ | ----------------- | --------------------------------------- |
| WK-kwalificatie            | 1               | 0                     | 0      | 1                 | 0 − 1                                   |
| Caribbean Cup              | 1               | 0                     | 0      | 1                 | 0 − 2                                   |
| Caribbean Cup-kwalificatie | 1               | 0                     | 1      | 0                 | 1 − 1                                   |
| Totaal                     | 3               | 0                     | 1      | 2                 | 1 − 4                                   |

Wedstrijden bepaald door strafschoppen worden, in lijn met de FIFA, als een gelijkspel gerekend.
ABFA · A-internationals · Vrouwenelftal van Antigua en Barbuda
Amerikaanse Maagdeneilanden ·
Anguilla ·
Aruba ·
Bahama's ·
Barbados ·
Bermuda ·
Britse Maagdeneilanden ·
Cuba ·
Curaçao ·
Dominica ·
Dominicaanse Republiek ·
El Salvador ·
Estland ·
Grenada ·
Guatemala ·
Guyana ·
Haïti ·
Hongarije ·
Jamaica ·
Kaaimaneilanden ·
Montserrat ·
Nederlandse Antillen ·
Puerto Rico ·
Saint Kitts en Nevis ·
Saint Lucia ·
Saint Vincent en de Grenadines ·
Suriname ·
Trinidad en Tobago ·
Verenigde Staten
CIFA · A-internationals · Olympisch elftal · Kaaimaneilands vrouwenelftal
Amerikaanse Maagdeneilanden ·
Anguilla ·
Antigua en Barbuda ·
Aruba ·
Bahama's ·
Barbados ·
Belize ·
Bermuda ·
Britse Maagdeneilanden ·
Canada ·
Cuba ·
Dominicaanse Republiek ·
El Salvador · 
Grenada ·
Guyana ·
Haïti ·
Jamaica ·
Moldavië ·
Montserrat ·
Nederlandse Antillen ·
Nicaragua ·
Puerto Rico ·
Saint Kitts en Nevis ·
Saint Lucia ·
Saint Vincent en de Grenadines ·
Suriname ·
Trinidad en Tobago ·
Turks- en Caicoseilanden ·
Verenigde Staten